# Configni
Configni település Olaszországban, Lazio régióban, Rieti megyében. Lakosainak száma 574 fő (2023. január 1.). Configni Calvi dell'Umbria, Cottanello, Stroncone és Vacone községekkel határos.

## Népesség
A település lakossága az elmúlt években az alábbi módon változott:
| Lakosok száma | 632  | 610  | 574  |
|               | 2017 | 2018 | 2023 |